# Potengi
Potengi is een gemeente in de Braziliaanse deelstaat Ceará. De gemeente telt 10.144 inwoners (schatting 2009).